# Bieszczadzkie anioły
Bieszczadzkie anioły – jedenasty album polskiej grupy muzycznej  Stare Dobre Małżeństwo.
Nagrania zarejestrowano w marcu 2000 w Studiu Buffo w Warszawie. Autorem muzyki do wszystkich piosenek jest Krzysztof Myszkowski, autorem słów Adam Ziemianin. Album został wydany na CD przez wydawnictwo EMI Music Poland 10 lipca 2000.

## Muzycy
- Wojciech Czemplik – skrzypce, mandolina, tamburyn, piła, oud, skrzypotrąba, chórki
- Krzysztof Myszkowski – śpiew, gitara, harmonijka ustna, chórki
- Roman Ziobro – gitara basowa, kontrabas, chórki
- Ryszard Żarowski – gitara, inne instrumenty[a], chórki
- Robert Bączyk – tabla

## Lista utworów
| #   | Tytuł                          | Czas |
| --- | ------------------------------ | ---- |
| 1.  | Tu asfalt się kończy           | 2:45 |
| 2.  | Najeli                         | 3:02 |
| 3.  | Nocna pieśń żarówki            | 4:40 |
| 4.  | Kołysanka z Ogrodowej          | 2:04 |
| 5.  | Zbieg okoliczności łagodzących | 3:35 |
| 6.  | Przyjazd po latach             | 2:51 |
| 7.  | List do Ogrodowej              | 2:06 |
| 8.  | Oczekującej                    | 1:57 |
| 9.  | Głupi Gienek                   | 2:33 |
| 10. | Bieszczadzkie anioły           | 3:54 |
| 11. | Krynica Zdrój                  | 2:55 |
| 12. | Czarna suka                    | 3:35 |
| 13. | Anioł zimowy                   | 4:00 |
| 14. | Do ostatniej pestki...         | 3:32 |
| 15. | Anioły na poddaszu płaczą      | 4:46 |
| 16. | Bieszczadzki odjazd            | 2:17 |
| 17. | Odludzie                       | 2:23 |
| 18. | Leluchów                       | 3:48 |

## Informacje uzupełniające
- Producent – Jarosław Regulski, Stare Dobre Małżeństwo
- Inżynier dźwięku, mastering – Jarosław Regulski
- Ilustracja (obraz) – Jarek Trojanowski
- Zdjęcia – Rafał Latoszek
- Projekt okładki – Krzysztof Koszewski